# Leonhardstein
Der Leonhardstein, zuweilen auch Leonhardistein genannt, ist ein mit 1452 m ü. NHN recht niedriger, wegen seiner markanten Form jedoch auffallender Berg in den Tegernseer Bergen bei Kreuth. Sein Ausblick umfasst alle umliegenden Berge vom Hirschberg über Roß- und Buchstein, Plankenstein und Risserkogel sowie den Wallberg und weitere Berge im Hintergrund. 
Der bekannteste Aufstieg beginnt an der Kirche von Kreuth und führt über die Duslau-Alm in den Sattel zwischen Leonhardstein und Hirschberg und von dort zum Gipfel. Für den Anstieg sind im Sommer 1:45 Stunden und für den Abstieg 1:30 Stunden zu veranschlagen, wobei Trittsicherheit und am Gipfel auch Schwindelfreiheit erforderlich sind. Die letzte halbe Stunde führt der Weg zum Gipfel durch eine steile felsige Rinne, die bei Nässe, Schnee und Vereisung heikel sein kann. Dennoch wird der Leonhardstein zuweilen auch im Winter bestiegen. Aufgrund des felsigen Untergrundes sind Schneeschuhe hierfür eher hinderlich. Grödeln sind jedoch bei Vereisung empfehlenswert. Ein alternativer Zugang zu Sattel und Gipfel beginnt an der Schwarzentenn-Alm.

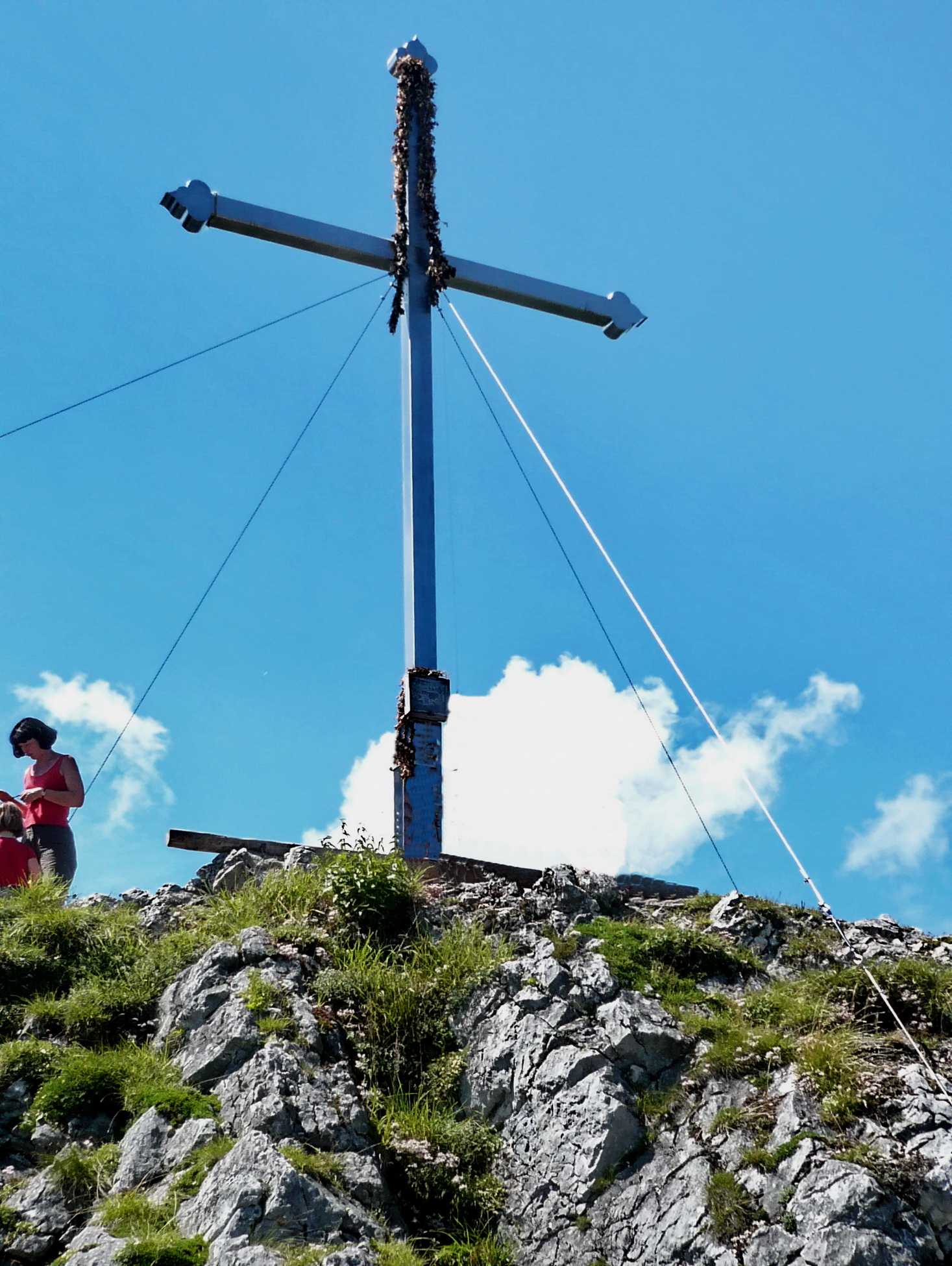
Gipfelkreuz auf dem Leonhardstein
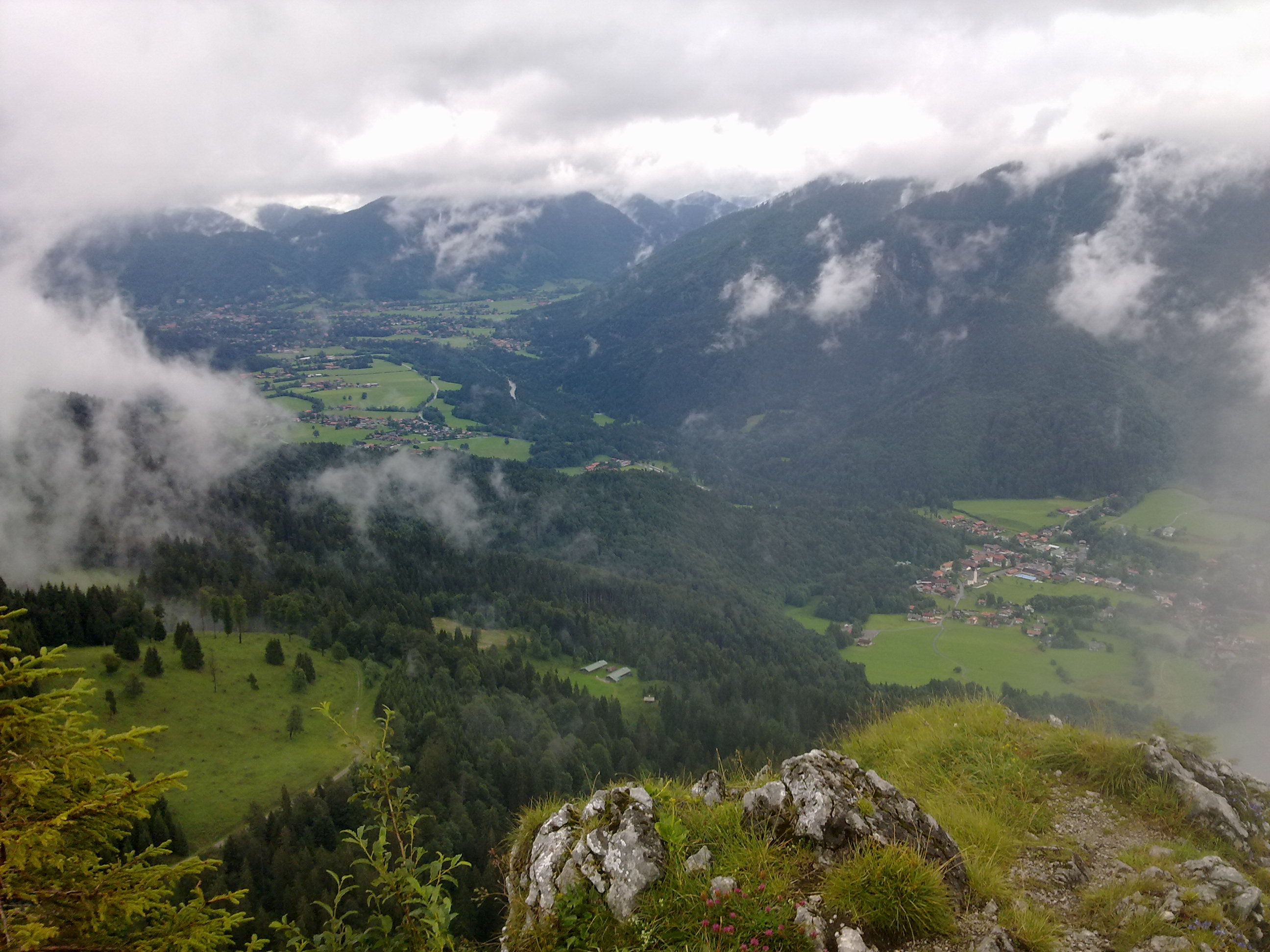
Blick vom Leonhardstein, hinunter nach Kreuth
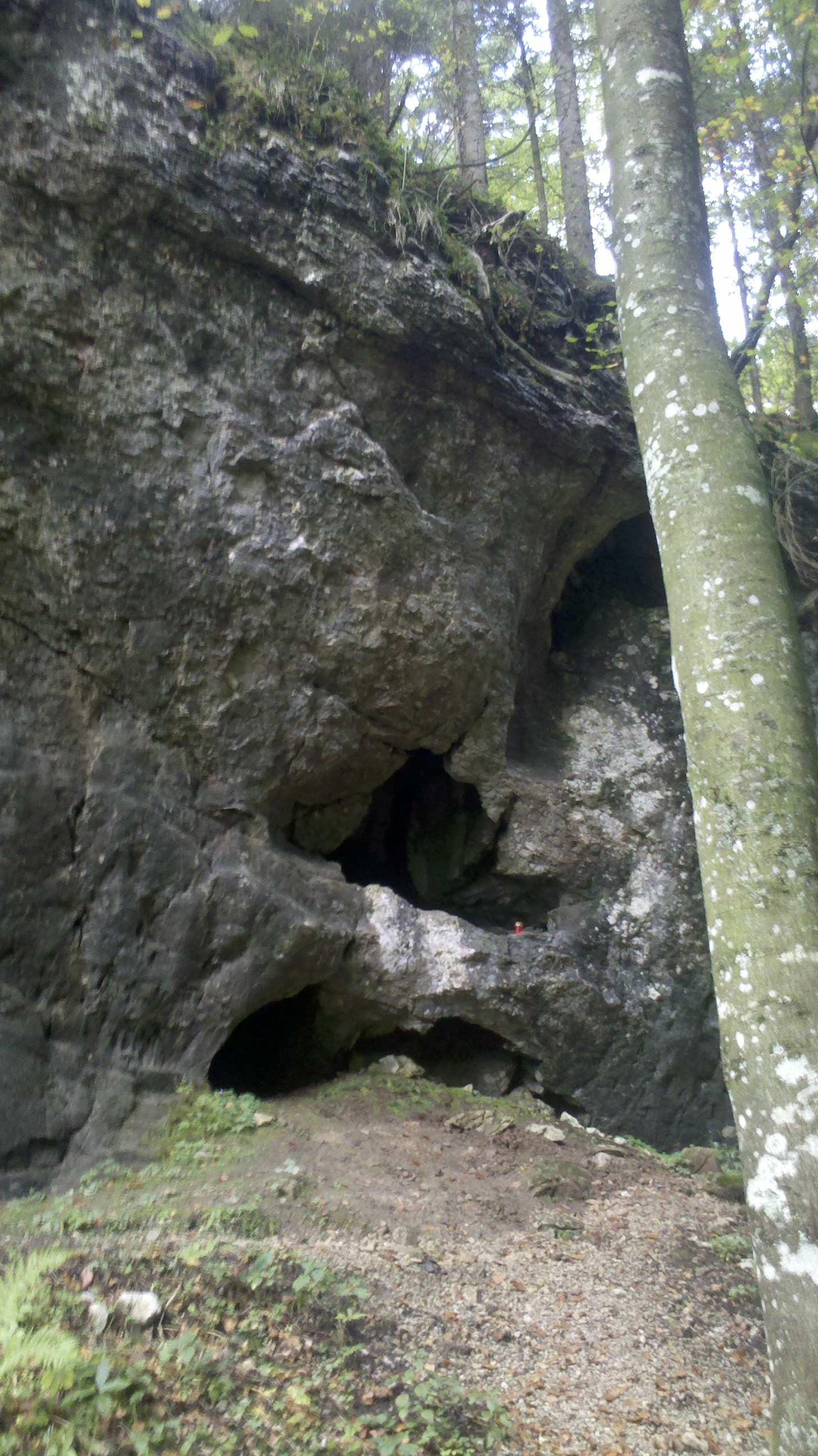
Halbhöhlen am Sattel zum Filzenkogel
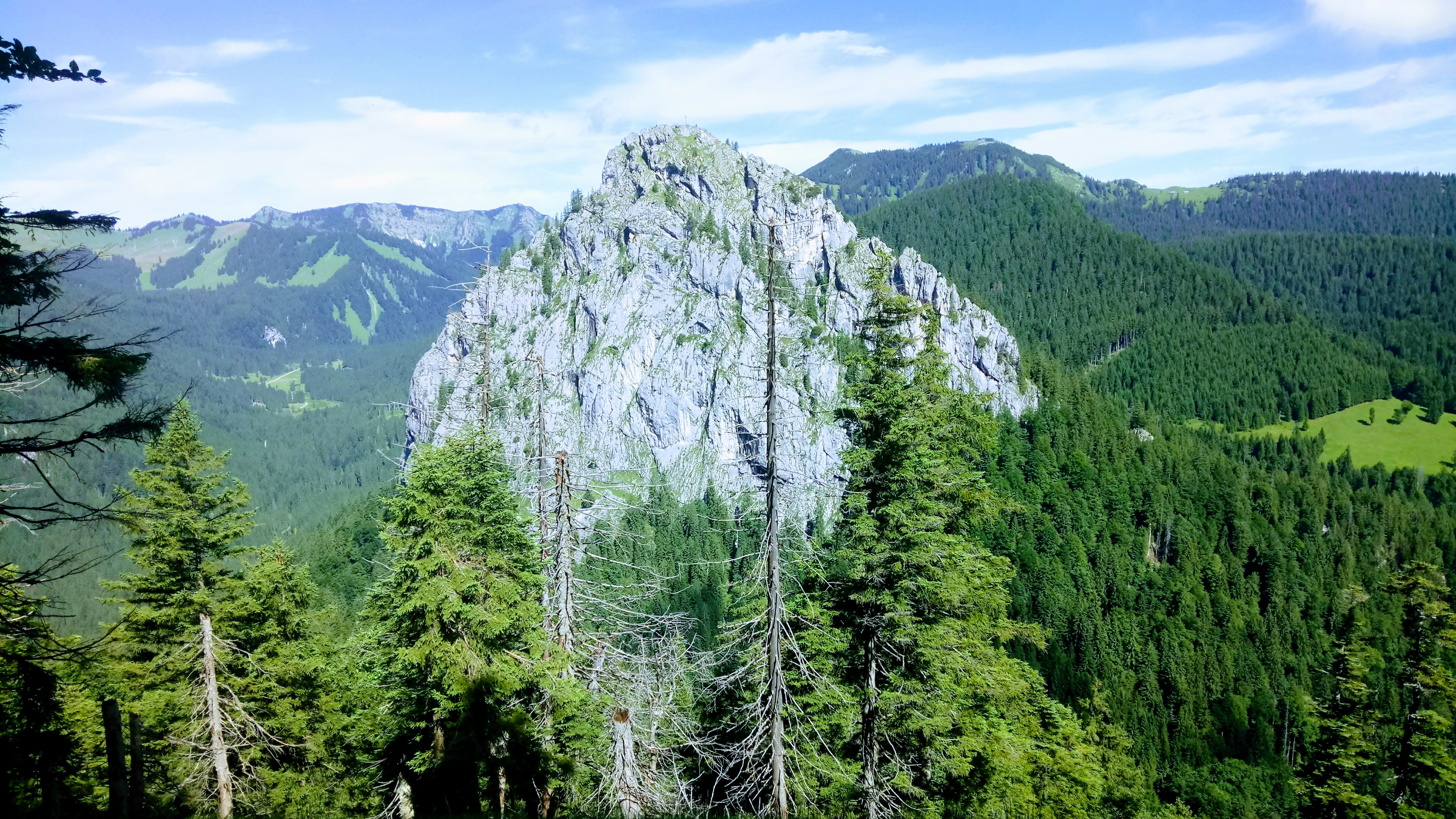
Südflanke vom Grüneck aus